# Segunda Categoría de Manabí 2015
El Campeonato Provincial de Fútbol de Segunda Categoría de Manabí 2015 fue un torneo de fútbol en Ecuador en el cual compitieron equipos de la Provincia de Manabí. El torneo fue organizado por la Asociación de Fútbol No Amateur de Manabí (AFNAM) y avalado por la Federación Ecuatoriana de Fútbol. El torneo empezó el 10 de mayo de 2015 y finalizó el 19 de julio de 2015. Participaron 21 clubes de fútbol y entregó 2 cupos al Zonal de Ascenso de la Segunda Categoría 2015 por el ascenso a la Serie B.

## Sistema de campeonato
El sistema determinado por la Asociación de Fútbol No Amateur de Manabí consistió en 3 fases de la siguiente manera:
- Primera Etapa: Los 21 clubes se dividieron en 7 grupos (3 clubes cada uno), jugaron todos contra todos, los clubes que terminaron primeros en cada grupo clasificaron a los Cuadrangulares semifinales. En cada fecha un equipo tuvo descanso.

- Cuadrangulares semifinales: En el Cuadrangular semifinal se conformaron por dos grupos, A y B, las cuales lo conformaron con los primeros de cada grupo y el mejor segundo de la etapa anterior con partidos todos contra todos.
  - Grupo A:
    - Primero del grupo 1
    - Primero del grupo 2
    - Primero del grupo 3
    - Primero del grupo 4

  - Grupo B:
    - Primero del grupo 5
    - Primero del grupo 6
    - Primero del grupo 7
    - Mejor Segundo

- Cuadrangular final: El Cuadrangular final se conformó por los primeros y segundos del grupo A y B, también con sistema todos contra todos. Los equipos que terminaron primero y segundo fueron Campeón y Vicecampeón respectivamente, representaron a Manabí en el Zonal Nacional.

## Equipos participantes
| Equipos participantes                            | Equipos participantes | Equipos participantes              |
| ------------------------------------------------ | --------------------- | ---------------------------------- |
|                                                  |                       |                                    |
| Equipo                                           | Ciudad                | Estadio                            |
| Club Atlético Portoviejo                         | Portoviejo            | Estadio Reales Tamarindos          |
| Club Social Cultural y Deportivo Palmeiras       | Tosagua               | Estadio Miguel Zambrano            |
| Club Social y Deportivo del Valle                | Portoviejo            | Estadio 30 de Septiembre           |
| Club Deportivo Ciudad de Pedernales              | Pedernales            | Estadio Maximino Puertas           |
| Club Social y Cultural y Deportivo Magali Masson | El Carmen             | Estadio Isauro Cevallos Muñoz      |
| Club Social, Cultural y Deportivo Universitario  | El Carmen             | Estadio Isauro Cevallos Muñoz      |
| Club Universitario Cañita Sport                  | Portoviejo            | Estadio Universitario (UTM)        |
| Colón Fútbol Club                                | Portoviejo            | Estadio 30 de Septiembre           |
| Club Deportivo Grecia                            | Chone                 | Estadio Los Chonanas               |
| Club Deportivo Politécnico de Manabí             | Calceta               | Estadio Complejo ESPAM             |
| Club Social y Deportivo 5 de Julio               | Portoviejo            | Estadio Reales Tamarindos          |
| Club Deportivo Los Canarios                      | Jipijapa              | Estadio Arturo Zavála Ramírez      |
| Club Social, Cultural y Deportivo River Plate    | Manta                 | Estadio Jocay                      |
| Club Cristo Rey                                  | Portoviejo            | Estadio Complejo Deportivo Picoazá |
| Club Social y Deportivo Colón                    | Portoviejo            | Estadio JJ Cárdenas                |
| Juventud Italiana                                | Manta                 | Estadio Jocay                      |
| Club Deportivo Atlético Nacional                 | Rocafuerte            | Estadio Los Azules                 |
| Club Social y Deportivo Los Azules               | Rocafuerte            | Estadio Los Azules                 |
| La Paz                                           | Manta                 | Estadio Rancho Rojo                |
| Club Social y Deportivo Peñarol                  | Chone                 | Estadio Los Chonanas               |
| Deportivo Calceta                                | Calceta               | Estadio Juan Manuel Álava          |

## Equipos por Cantón
| Cantón       | N.º | Equipos |
| ------------ | --- | --- |
| Portoviejo   | 7   | Deportivo Colón, Cristo Rey, 5 de Julio, Colón FC, Cañita Sport, Deportivo del Valle y Atlético Portoviejo |
| Manta        | 3   | River Plate, Juventud Italiana y La Paz                                                                    |
| Chone        | 2   | Peñarol y Grecia                                                                                           |
| El Carmen    | 2   | Universitario y Magaly Masson                                                                              |
| Bolívar      | 2   | Deportivo Calceta y Politécnico                                                                            |
| Rocafuerte   | 2   | Los Azules y Atlético Nacional                                                                             |
| Junín        | 1   | Palmeiras                                                                                                  |
| Puerto López | 1   | Los Canarios                                                                                               |
| Pedernales   | 1   | Ciudad de Pedernales                                                                                       |

## Primera fase

### Grupo 1

#### Clasificación
|  |    | Equipo        | PJ | PG | PE | PP | GF | GC | DG  | PTS |
|  | -- | ------------- | -- | -- | -- | -- | -- | -- | --- | --- |
|  | 1. | Universitario | 4  | 2  | 2  | 0  | 7  | 3  | +4  | 8   |
|  | 2. | Magaly Masson | 4  | 2  | 1  | 1  | 10 | 2  | +8  | 7   |
|  | 3. | La Paz        | 4  | 0  | 1  | 3  | 4  | 16 | -12 | 1   |

|  | Clasificado a la siguiente fase. |

#### Evolución de la clasificación
| Equipo / Jornada | 01 | 02 | 03 | 04 | 05 | 06 |
| ---------------- | -- | -- | -- | -- | -- | -- |
| Universitario    | 1  | 2  | 2  | 1  | 2  | 1  |
| Magaly Masson    | 2  | 1  | 1  | 2  | 1  | 2  |
| La Paz           | 3  | 3  | 3  | 3  | 3  | 3  |

#### Resultados
|  | Universitario | 0 - 0 | Magaly Masson |  | Luis Arnulfo Cevallos | 10 de mayo | 15:30 |
|  | Libre:        | -     | La Paz        |  | -----                 | -----      | ----- |

|  | Magaly Masson | 7 - 1 | La Paz        |  | Isauro Cevallos | 13 de mayo | 16:00 |
|  | Libre:        | -     | Universitario |  | -----           | -----      | ----- |

|  | La Paz | 1 - 1 | Universitario |  | Rancho Rojo | 16 de mayo | 15:00 |
|  | Libre: | -     | Magaly Masson |  | -----       | -----      | ----- |

|  | Universitario | 5 - 2 | La Paz        |  | Isauro Cevallos | 20 de mayo | 16:00 |
|  | Libre:        | -     | Magaly Masson |  | -----           | -----      | ----- |

|  | La Paz | 0 - 3 | Magaly Masson |  | Rancho Rojo | 23 de mayo | 16:00 |
|  | Libre: | -     | Universitario |  | -----       | -----      | ----- |

|  | Magaly Masson | 0 - 1 | Universitario |  | Isauro Cevallos | 30 de mayo | 16:00 |
|  | Libre:        | -     | La Paz        |  | -----           | -----      | ----- |

### Grupo 2

#### Clasificación
|  |    | Equipo            | PJ | PG | PE | PP | GF | GC | DG  | PTS |
|  | -- | ----------------- | -- | -- | -- | -- | -- | -- | --- | --- |
|  | 1. | 5 de Julio        | 3  | 3  | 0  | 0  | 13 | 1  | +12 | 9   |
|  | 2. | Atlético Nacional | 4  | 2  | 0  | 2  | 4  | 10 | -6  | 6   |
|  | 3. | Los Azules        | 3  | 0  | 0  | 3  | 3  | 9  | -6  | 0   |

|  | Clasificado a la siguiente fase. |

#### Evolución de la clasificación
| Equipo / Jornada  | 01 | 02 | 03 | 04 | 05 | 06 |
| ----------------- | -- | -- | -- | -- | -- | -- |
| 5 de Julio        | 1  | 1  | 1  | 1  | 1  | 1  |
| Los Azules        | 3  | 2  | 2  | 2  | 2  | 2  |
| Atlético Nacional | 2  | 3  | 3  | 3  | 3  | 3  |

#### Resultados
|  | Los Azules | 1 - 5 | 5 de Julio        |  | Los Azules | 9 de mayo | 15:30 |
|  | Libre:     | -     | Atlético Nacional |  | -----      | -----     | ----- |

|  | 5 de Julio | 5 - 0 | Atlético Nacional |  | Reales Tamarindos | 13 de mayo | 15:00 |
|  | Libre:     | -     | Los Azules        |  | -----             | -----      | ----- |

|  | Los Azules | 1 - 2 | Atlético Nacional |  | Los Azules | 16 de mayo | 15:30 |
|  | Libre:     | -     | 5 de Julio        |  | -----      | -----      | ----- |

|  | Atlético Nacional | 2 - 1 | Los Azules |  | Los Azules | 20 de mayo | 15:30 |
|  | Libre:            | -     | 5 de Julio |  | -----      | -----      | ----- |

|  | Atlético Nacional | 0 - 3 | 5 de Julio |  | Los Azules | 24 de mayo | 15:00 |
|  | Libre:            | -     | Los Azules |  | -----      | -----      | ----- |

|  | 5 de Julio | - | Los Azules        |  | - - - - | No se programó | --:-- |
|  | Libre:     | - | Atlético Nacional |  | -----   | -----          | ----- |

### Grupo 3

#### Clasificación
|  |    | Equipo              | PJ | PG | PE | PP | GF | GC | DG  | PTS |
|  | -- | ------------------- | -- | -- | -- | -- | -- | -- | --- | --- |
|  | 1. | Colón F.C.          | 4  | 3  | 0  | 1  | 39 | 3  | +36 | 9   |
|  | 2. | Politécnico         | 4  | 3  | 0  | 1  | 10 | 4  | +6  | 9   |
|  | 3. | Deportivo del Valle | 4  | 0  | 0  | 4  | 1  | 43 | -42 | 0   |

|  | Clasificado a la siguiente fase. |

#### Evolución de la clasificación
| Equipo / Jornada    | 01 | 02 | 03 | 04 | 05 | 06 |
| ------------------- | -- | -- | -- | -- | -- | -- |
| Colón F.C.          | 2  | 1  | 1  | 1  | 1  | 1  |
| Politécnico         | 1  | 2  | 2  | 2  | 2  | 2  |
| Deportivo del Valle | 3  | 3  | 3  | 3  | 3  | 3  |

#### Resultados
|  | Politécnico | 3 - 0 | Deportivo del Valle |  | Complejo ESPAM | 9 de mayo | 16:00 |
|  | Libre:      | -     | Colón F.C.          |  | -----          | -----     | ----- |

|  | Deportivo del Valle | 0 - 31 | Colón F.C.  |  | 30 de Septiembre | 13 de mayo | 16:00 |
|  | Libre:              | -      | Politécnico |  | -----            | -----      | ----- |

|  | Colón F.C. | 2 - 1 | Politécnico         |  | 30 de Septiembre | 16 de mayo | 15:00 |
|  | Libre:     | -     | Deportivo del Valle |  | -----            | -----      | ----- |

|  | Politécnico | 2 - 1 | Colón F.C.          |  | Complejo ESPAM | 20 de mayo | 16:00 |
|  | Libre:      | -     | Deportivo del Valle |  | -----          | -----      | ----- |

|  | Colón F.C. | 6 - 0 | Deportivo del Valle |  | 30 de Septiembre | 23 de mayo | 15:00 |
|  | Libre:     | -     | Politécnico         |  | -----            | -----      | ----- |

|  | Deportivo del Valle | 1 - 4 | Politécnico |  | Colegio Ingenieros Civiles | 30 de mayo | 16:00 |
|  | Libre:              | -     | Colón F.C.  |  | -----                      | -----      | ----- |

### Grupo 4

#### Clasificación
|  |    | Equipo               | PJ | PG | PE | PP | GF | GC | DG | PTS |
|  | -- | -------------------- | -- | -- | -- | -- | -- | -- | -- | --- |
|  | 1. | Ciudad de Pedernales | 4  | 3  | 0  | 1  | 11 | 9  | +2 | 9   |
|  | 2. | Cristo Rey           | 3  | 1  | 1  | 1  | 7  | 7  | 0  | 4   |
|  | 3. | Juventud Italiana    | 3  | 0  | 1  | 2  | 4  | 6  | -2 | 1   |

|  | Clasificado a la siguiente fase. |

#### Evolución de la clasificación
| Equipo / Jornada     | 01 | 02 | 03 | 04 | 05 | 06 |
| -------------------- | -- | -- | -- | -- | -- | -- |
| Ciudad de Pedernales | 3  | 3  | 2  | 1  | 1  | 1  |
| Cristo Rey           | 2  | 1  | 1  | 2  | 2  | 2  |
| Juventud Italiana    | 1  | 2  | 3  | 3  | 3  | 3  |

#### Resultados
|  | Juventud Italiana | 1 - 1 | Cristo Rey           |  | Jocay | 9 de mayo | 14:00 |
|  | Libre:            | -     | Ciudad de Pedernales |  | ----- | -----     | ----- |

|  | Cristo Rey | 4 - 1 | Ciudad de Pedernales |  | Complejo Deportivo Picoazá | 13 de mayo | 16:00 |
|  | Libre:     | -     | Juventud Italiana    |  | -----                      | -----      | ----- |

|  | Juventud Italiana | 2 - 3 | Ciudad de Pedernales |  | Jocay | 16 de mayo | 10:00 |
|  | Libre:            | -     | Cristo Rey           |  | ----- | -----      | ----- |

|  | Ciudad de Pedernales | 2 - 1 | Juventud Italiana |  | Maximino Puertas | 20 de mayo | 16:00 |
|  | Libre:               | -     | Cristo Rey        |  | -----            | -----      | ----- |

|  | Ciudad de Pedernales | 5 - 2 | Cristo Rey        |  | Maximino Puertas | 24 de mayo | 16:00 |
|  | Libre:               | -     | Juventud Italiana |  | -----            | -----      | ----- |

|  | Cristo Rey | - | Juventud Italiana    |  | - - - - | No se programó | --:-- |
|  | Libre:     | - | Ciudad de Pedernales |  | -----   | -----          | ----- |

### Grupo 5

#### Clasificación
|  |    | Equipo          | PJ | PG | PE | PP | GF | GC | DG | PTS |
|  | -- | --------------- | -- | -- | -- | -- | -- | -- | -- | --- |
|  | 1. | Grecia          | 4  | 3  | 0  | 1  | 10 | 4  | +6 | 9   |
|  | 2. | Deportivo Colón | 4  | 2  | 0  | 2  | 8  | 8  | 0  | 6   |
|  | 3. | Los Canarios    | 4  | 1  | 0  | 3  | 5  | 10 | -5 | 3   |

|  | Clasificado a la siguiente fase. |

#### Evolución de la clasificación
| Equipo / Jornada | 01 | 02 | 03 | 04 | 05 | 06 |
| ---------------- | -- | -- | -- | -- | -- | -- |
| Grecia           | 1  | 1  | 1  | 1  | 1  | 1  |
| Deportivo Colón  | 3  | 2  | 2  | 2  | 2  | 2  |
| Los Canarios     | 2  | 3  | 3  | 3  | 3  | 3  |

#### Resultados
|  | Deportivo Colón | 1 - 4 | Grecia       |  | JJ Cárdenas | 9 de mayo | 16:00 |
|  | Libre:          | -     | Los Canarios |  | -----       | -----     | ----- |

|  | Grecia | 4 - 0 | Los Canarios    |  | Los Chonanas | 13 de mayo | 16:00 |
|  | Libre: | -     | Deportivo Colón |  | -----        | -----      | ----- |

|  | Deportivo Colón | 4 - 1 | Los Canarios |  | JJ Cárdenas | 17 de mayo | 16:00 |
|  | Libre:          | -     | Grecia       |  | -----       | -----      | ----- |

|  | Los Canarios | 1 - 3 | Deportivo Colón |  | Arturo Zavála Ramírez | 20 de mayo | 16:00 |
|  | Libre:       | -     | Grecia          |  | -----                 | -----      | ----- |

|  | Los Canarios | 3 - 0 | Grecia          |  | Arturo Zavála Ramírez | 24 de mayo | 16:00 |
|  | Libre:       | -     | Deportivo Colón |  | -----                 | -----      | ----- |

|  | Grecia | 2 - 0 | Deportivo Colón |  | Los Chonanas | 30 de mayo | 16:00 |
|  | Libre: | -     | Los Canarios    |  | -----        | -----      | ----- |

### Grupo 6

#### Clasificación
|  |    | Equipo      | PJ | PG | PE | PP | GF | GC | DG  | PTS |
|  | -- | ----------- | -- | -- | -- | -- | -- | -- | --- | --- |
|  | 1. | Peñarol     | 3  | 3  | 0  | 0  | 8  | 1  | +7  | 9   |
|  | 2. | River Plate | 4  | 2  | 0  | 2  | 9  | 4  | +5  | 6   |
|  | 3. | Palmeiras   | 3  | 0  | 0  | 3  | 2  | 14 | -12 | 0   |

|  | Clasificado a la siguiente fase. |

#### Evolución de la clasificación
| Equipo / Jornada | 01 | 02 | 03 | 04 | 05 | 06 |
| ---------------- | -- | -- | -- | -- | -- | -- |
| Peñarol          | 1  | 1  | 1  | 2  | 1  | 1  |
| River Plate      | 2  | 2  | 2  | 1  | 2  | 2  |
| Palmeiras        | 3  | 3  | 3  | 3  | 3  | 3  |

#### Resultados
|  | Palmeiras | 1 - 5 | Peñarol     |  | Miguel Zambrano | 10 de mayo | 16:00 |
|  | Libre:    | -     | River Plate |  | -----           | -----      | ----- |

|  | Peñarol | 1 - 0 | River Plate |  | Los Chonanas | 13 de mayo | 14:00 |
|  | Libre:  | -     | Palmeiras   |  | -----        | -----      | ----- |

|  | Palmeiras | 1 - 6 | River Plate |  | Miguel Zambrano | 16 de mayo | 16:00 |
|  | Libre:    | -     | Peñarol     |  | -----           | -----      | ----- |

|  | River Plate | 3 - 0 | Palmeiras |  | L.D.C. (Manta) | 20 de mayo | 16:00 |
|  | Libre:      | -     | Peñarol   |  | -----          | -----      | ----- |

|  | River Plate | 0 - 2 | Peñarol   |  | L.D.C. (Manta) | 23 de mayo | 17:00 |
|  | Libre:      | -     | Palmeiras |  | -----          | -----      | ----- |

|  | Peñarol | - | Palmeiras   |  | - - - - | No se programó | --:-- |
|  | Libre:  | - | River Plate |  | -----   | -----          | ----- |

### Grupo 7

#### Clasificación
|  |    | Equipo              | PJ | PG | PE | PP | GF | GC | DG  | PTS |
|  | -- | ------------------- | -- | -- | -- | -- | -- | -- | --- | --- |
|  | 1. | Deportivo Calceta   | 4  | 3  | 1  | 0  | 13 | 3  | +10 | 10  |
|  | 2. | Atlético Portoviejo | 4  | 2  | 1  | 1  | 14 | 6  | +8  | 7   |
|  | 3. | Cañita Sport        | 4  | 0  | 0  | 4  | 1  | 19 | -18 | 0   |

|  | Clasificado a la siguiente fase. |

#### Evolución de la clasificación
| Equipo / Jornada    | 01 | 02 | 03 | 04 | 05 | 06 |
| ------------------- | -- | -- | -- | -- | -- | -- |
| Deportivo Calceta   | 1  | 1  | 2  | 2  | 2  | 1  |
| Atlético Portoviejo | 2  | 2  | 1  | 1  | 1  | 2  |
| Cañita Sport        | 3  | 3  | 3  | 3  | 3  | 3  |

#### Resultados
|  | Cañita Sport | 0 - 4 | Deportivo Calceta   |  | Universitario (UTM) | 10 de mayo | 11:00 |
|  | Libre:       | -     | Atlético Portoviejo |  | -----               | -----      | ----- |

|  | Deportivo Calceta | 1 - 1 | Atlético Portoviejo |  | Juan Manuel Álava | 13 de mayo | 16:00 |
|  | Libre:            | -     | Cañita Sport        |  | -----             | -----      | ----- |

|  | Atlético Portoviejo | 8 - 1 | Cañita Sport      |  | Reales Tamarindos | 17 de mayo | 16:00 |
|  | Libre:              | -     | Deportivo Calceta |  | -----             | -----      | ----- |

|  | Cañita Sport | 0 - 3 | Atlético Portoviejo |  | Universitario (UTM) | 20 de mayo | 16:00 |
|  | Libre:       | -     | Deportivo Calceta   |  | -----               | -----      | ----- |

|  | Atlético Portoviejo | 2 - 4 | Deportivo Calceta |  | Reales Tamarindos | 23 de mayo | 15:00 |
|  | Libre:              | -     | Cañita Sport      |  | -----             | -----      | ----- |

|  | Deportivo Calceta | 4 - 0 | Cañita Sport        |  | Juan Manuel Álava | 30 de mayo | 16:00 |
|  | Libre:            | -     | Atlético Portoviejo |  | -----             | -----      | ----- |

### Mejor Segundo
|  |    | Equipo              | PJ | PG | PE | PP | GF | GC | DG | PTS |
|  | -- | ------------------- | -- | -- | -- | -- | -- | -- | -- | --- |
|  | 1. | Politécnico         | 4  | 3  | 0  | 1  | 10 | 4  | +6 | 9   |
|  | 2. | Atlético Portoviejo | 4  | 2  | 1  | 1  | 14 | 6  | +8 | 7   |
|  | 3. | Magaly Masson       | 4  | 2  | 1  | 1  | 10 | 2  | +8 | 7   |
|  | 4. | River Plate         | 4  | 2  | 0  | 2  | 9  | 4  | +5 | 6   |
|  | 5. | Deportivo Colón     | 4  | 2  | 0  | 2  | 8  | 8  | 0  | 6   |
|  | 6. | Atlético Nacional   | 4  | 2  | 0  | 2  | 4  | 10 | -6 | 6   |
|  | 7. | Cristo Rey          | 3  | 1  | 1  | 1  | 7  | 7  | 0  | 4   |

|  | Clasificado a la siguiente fase. |

## Cuadrangulares semifinales

### Grupo A

#### Clasificación
|  |    | Equipo            | PJ | PG | PE | PP | GF | GC | DG | PTS |
|  | -- | ----------------- | -- | -- | -- | -- | -- | -- | -- | --- |
|  | 1. | Deportivo Calceta | 6  | 3  | 1  | 2  | 8  | 5  | +3 | 10  |
|  | 2. | Universitario     | 5  | 3  | 1  | 1  | 7  | 4  | +3 | 10  |
|  | 3. | 5 de Julio        | 6  | 2  | 0  | 4  | 9  | 12 | -3 | 6   |
|  | 4. | Grecia            | 5  | 1  | 2  | 2  | 9  | 12 | -3 | 5   |

|  | Clasificado al Cuadrangular Final. |

#### Evolución de la clasificación
| Equipo / Jornada  | 01 | 02 | 03 | 04 | 05 | 06 |
| ----------------- | -- | -- | -- | -- | -- | -- |
| Deportivo Calceta | 1  | 2  | 3  | 1  | 2  | 1  |
| Universitario     | 3  | 1  | 1  | 2  | 1  | 2  |
| 5 de Julio        | 4  | 4  | 4  | 4  | 4  | 3  |
| Grecia            | 2  | 3  | 2  | 3  | 3  | 4  |

#### Resultados
|  | Grecia     | 1 - 1 | Universitario     |  | Los Chonanas      | 6 de junio | 16:00 |
|  | 5 de Julio | 0 - 1 | Deportivo Calceta |  | Reales Tamarindos | 7 de junio | 13:45 |

|  | Deportivo Calceta | 2 - 2 | Grecia     |  | Juan Manuel Álava | 13 de junio | 16:00 |
|  | Universitario     | 3 - 0 | 5 de Julio |  | Isauro Cevallos   | 13 de junio | 16:00 |

|  | 5 de Julio    | 4 - 5 | Grecia            |  | Reales Tamarindos | 17 de junio | 16:00 |
|  | Universitario | 1 - 0 | Deportivo Calceta |  | Isauro Cevallos   | 17 de junio | 16:00 |

|  | Grecia            | 1 - 2 | 5 de Julio    |  | Los Chonanas      | 20 de junio | 16:00 |
|  | Deportivo Calceta | 2 - 0 | Universitario |  | Juan Manuel Álava | 20 de junio | 16:00 |

|  | 5 de Julio | 1 - 2 | Universitario     |  | Reales Tamarindos | 24 de junio | 14:00      |
|  | Grecia     | 0 - 3 | Deportivo Calceta |  | Suspendido        | Suspendido  | Suspendido |

|  | Deportivo Calceta | 0 - 2 | 5 de Julio |  | Juan Manuel Álava | 27 de junio | 16:00      |
|  | Universitario     | -     | Grecia     |  | Suspendido        | Suspendido  | Suspendido |

### Grupo B

#### Clasificación
|  |    | Equipo               | PJ | PG | PE | PP | GF | GC | DG  | PTS |
|  | -- | -------------------- | -- | -- | -- | -- | -- | -- | --- | --- |
|  | 1. | Colón F.C.           | 5  | 4  | 1  | 0  | 11 | 1  | +10 | 13  |
|  | 2. | Ciudad de Pedernales | 5  | 3  | 1  | 1  | 9  | 2  | +7  | 10  |
|  | 3. | Peñarol              | 5  | 1  | 1  | 3  | 4  | 10 | -6  | 4   |
|  | 4. | Politécnico          | 5  | 0  | 1  | 4  | 2  | 13 | -11 | 1   |

|  | Clasificado al Cuadrangular Final. |

#### Evolución de la clasificación
| Equipo / Jornada     | 01 | 02 | 03 | 04 | 05 | 06 |
| -------------------- | -- | -- | -- | -- | -- | -- |
| Colón F.C.           | 1  | 2  | 2  | 1  | 1  | 1  |
| Ciudad de Pedernales | 2  | 1  | 1  | 2  | 2  | 2  |
| Peñarol              | 4  | 4  | 4  | 3  | 3  | 3  |
| Politécnico          | 3  | 3  | 3  | 4  | 4  | 4  |

#### Resultados
|  | Colón F.C.           | 2 - 0 | Peñarol     |  | 30 de Septiembre | 6 de junio | 15:00 |
|  | Ciudad de Pedernales | 2 - 0 | Politécnico |  | Maximino Puertas | 7 de junio | 16:00 |

|  | Politécnico | 0 - 3 | Colón F.C.           |  | Complejo ESPAM | 12 de junio | 16:00 |
|  | Peñarol     | 0 - 4 | Ciudad de Pedernales |  | Los Chonanas   | 13 de junio | 16:00 |

|  | Colón F.C.  | 1 - 1 | Ciudad de Pedernales |  | 30 de Septiembre | 17 de junio | 15:00 |
|  | Politécnico | 0 - 0 | Peñarol              |  | Complejo ESPAM   | 17 de junio | 16:00 |

|  | Peñarol              | 4 - 2 | Politécnico |  | Los Chonanas     | 20 de junio | 11:00 |
|  | Ciudad de Pedernales | 0 - 1 | Colón F.C.  |  | Maximino Puertas | 21 de junio | 16:00 |

|  | Ciudad de Pedernales | 2 - 0 | Peñarol     |  | Maximino Puertas | 24 de junio | 16:00 |
|  | Colón F.C.           | 4 - 0 | Politécnico |  | 30 de Septiembre | 24 de junio | 16:00 |

|  | Peñarol     | - | Colón F.C.           |  | No se programó | No se programó | No se programó |
|  | Politécnico | - | Ciudad de Pedernales |  | No se programó | No se programó | No se programó |

## Cuadrangular Final

### Clasificación
|  |    | Equipo               | PJ | PG | PE | PP | GF | GC | DG | PTS |
|  | -- | -------------------- | -- | -- | -- | -- | -- | -- | -- | --- |
|  | 1. | Universitario        | 6  | 4  | 1  | 1  | 10 | 4  | +6 | 13  |
|  | 2. | Colón F.C.           | 6  | 3  | 1  | 2  | 8  | 9  | -1 | 10  |
|  | 3. | Ciudad de Pedernales | 6  | 2  | 1  | 3  | 11 | 9  | +2 | 7   |
|  | 4. | Deportivo Calceta    | 6  | 1  | 1  | 4  | 4  | 11 | -7 | 4   |

|  | Campeón y clasificado a los zonales de Segunda Categoría 2015.     |
|  | Vicecampeón y clasificado a los zonales de Segunda Categoría 2015. |

### Evolución de la clasificación
| Equipo / Jornada     | 01 | 02 | 03 | 04 | 05 | 06 |
| -------------------- | -- | -- | -- | -- | -- | -- |
| Universitario        | 3  | 2  | 2  | 2  | 1  | 1  |
| Colón F.C.           | 1  | 1  | 1  | 1  | 2  | 2  |
| Ciudad de Pedernales | 2  | 3  | 3  | 3  | 3  | 3  |
| Deportivo Calceta    | 4  | 4  | 4  | 4  | 4  | 4  |

### Resultados
|  | Deportivo Calceta    | 0 - 2 | Colón F.C.    |  | Complejo ESPAM   | 2 de julio | 16:00 |
|  | Ciudad de Pedernales | 1 - 1 | Universitario |  | Maximino Puertas | 2 de julio | 16:00 |

|  | Colón F.C.    | 2 - 1 | Ciudad de Pedernales |  | 30 de Septiembre | 5 de julio | 11:00 |
|  | Universitario | 2 - 0 | Deportivo Calceta    |  | Isauro Cevallos  | 5 de julio | 16:00 |

|  | Colón F.C.        | 2 - 1 | Universitario        |  | 30 de Septiembre  | 8 de julio | 16:00 |
|  | Deportivo Calceta | 2 - 3 | Ciudad de Pedernales |  | Juan Manuel Álava | 8 de julio | 16:00 |

|  | Universitario        | 1 - 0 | Colón F.C.        |  | Isauro Cevallos  | 12 de julio | 16:00 |
|  | Ciudad de Pedernales | 0 - 1 | Deportivo Calceta |  | Maximino Puertas | 12 de julio | 16:00 |

|  | Ciudad de Pedernales | 5 - 1 | Colón F.C.    |  | Maximino Puertas | 16 de julio | 16:00 |
|  | Deportivo Calceta    | 0 - 3 | Universitario |  | Complejo ESPAM   | 16 de julio | 16:00 |

|  | Universitario | 2 - 1 | Ciudad de Pedernales |  | Isauro Cevallos  | 19 de julio | 16:00 |
|  | Colón F.C.    | 1 - 1 | Deportivo Calceta    |  | 30 de Septiembre | 19 de julio | 16:00 |

## Campeón
| |
| Club Social, Cultural y Deportivo Universitario 1.er Título Clasifica a los zonales de la Segunda Categoría 2015 - También clasifica Colón Fútbol Club como Vicecampeón. |

## Goleadores
- Actualizado el 04 de diciembre de 2014

| Jugador               | Equipo            | Goles |
| --------------------- | ----------------- | ----- |
| 1. Fabry Caicedo      | Colón Fútbol Club | 19    |
| 2. Giancarlos Meza    | Universitario     | 12    |
| 3. José Caicedo Borja | Grecia de Chone   | 10    |
| 4. Cristhian Romero   | Colón Fútbol Club | 10    |
| 5. Jorge Ladines      | Deportivo Calceta | 8     |